# Sebastián Sichel
Sebastián Iglesias Sichel Ramírez (Santiago, 30 de julio de 1977) es un abogado y político chileno. Desde 2024 ejerce como el alcalde de la comuna santiaguina de Ñuñoa. En 2021, fue el candidato presidencial de Chile Vamos en la primera vuelta de la elección de ese año, tras ganar la primaria de la coalición realizada en julio.
Durante el segundo gobierno de Sebastián Piñera ejerció como vicepresidente ejecutivo de Corfo (2018-2019), ministro de Desarrollo Social y Familia (2019-2020) y presidente del Banco del Estado de Chile (junio-diciembre de 2020).

## Biografía

### Familia, estudios y vida personal
Es hijo del ingeniero Antonio Alejandro José Sichel Poblete (1956-2018) y de Ana María Ramírez Alvarado. Tres años después de su nacimiento, su madre se casó con Saúl Iglesias, de quien Sebastián recibió el apellido paterno. Su familia integraba el movimiento hippie y creció en una casa tomada en Concón identificado con el movimiento punk. A los once años, se enteró mediante su abuelo que su verdadero padre era Antonio Sichel, y a los treinta años (en 2007) cambió su apellido Iglesias por Sichel, de su padre biológico.
Cursó los estudios primarios en el Colegio María Goretti de Concón y los secundarios en el Colegio Alexander Fleming de Las Condes. Posteriormente, en 1996, ingresó a realizar los estudios superiores a la carrera de derecho en la Facultad  de Derecho de la Pontificia Universidad Católica de Chile, de la que egresó en 2001. Durante su trayectoria universitaria realizó voluntariado y fundó la banda de rock «Los Pichuloncos» (en relación con el indio pícaro), con el que logró popularidad en las fiestas. El 20 de agosto de 2007, obtuvo el título de abogado por parte de la Corte Suprema de Justicia con la tesis Reformas a la parte orgánica de la Constitución de 1980, una mirada hasta el 2005, tras lo cual realizó un magíster en derecho público entre 2008 y 2009 en la misma institución con la tesis La consulta de fusiones, en libre competencia, su perfeccionamiento y su relación con la libertad de empresa. Entre 2015 y 2017 cursó un doctorado en derecho público en la Universidad Autónoma de Barcelona para obtener el grado de doctor en derecho con distinción máxima cum laude.
En 2008 contrajo matrimonio con la periodista Bárbara del Pilar Encina Álvarez, con quien tiene tres hijos. Es primo en segundo grado del periodista Humberto Sichel.
En noviembre de 2021, tras su derrota en la segunda vuelta de la elección presidencial, anunció su retiro de la política y la vida pública en general. En febrero de 2022, realizó viajes por Europa, en países como España e Italia, trasladándose junto a su familia a la ciudad italiana de La Spezia. En España visitó a su hermana Banya, radicada en Santiago de Compostela.

### Vida laboral

#### Sector privado
Fue uno de los creadores del diario digital El Dínamo en enero de 2010, y ejerció como gerente general del periódico hasta diciembre de ese año.
Entre agosto de 2011 y el mismo mes de 2013, fue director de asuntos públicos en Burson-Marsteller Chile, una compañía multinacional de relaciones públicas y que fue una de las primeras empresas en Chile que reconoció dedicarse al lobby en el país. En dicho rol, habría gestionado la cuenta de empresas como Equifax durante la tramitación de la «ley Chao Dicom», la de Principal Financial Group cuando compró AFP Cuprum y la de Autopista Central, entre otras. Tras ser interpelado en un debate presidencial en 2021 respecto a su rol en Burson-Marsteller, Sichel ha indicado que su rol fue de realizar informes y trabajo de seguimiento legislativo, pero no de lobby.
Al salir de Burson-Marsteller se integró a Paréntesis Estrategia —agencia de lobby fundada en los años 2000 por Mariana Aylwin y Juan José Santa Cruz— como socio director entre 2013 y 2018. Además fue presidente ejecutivo del Centro de Estudios Plural Chile entre agosto de 2015 y noviembre de 2017.
Por el lado académico, fue profesor de derecho constitucional y director de la Escuela de Gobierno de la Universidad San Sebastián desde 2016 hasta 2018. También realizó clases en el Centro de Desarrollo Directivo de la Pontificia Universidad Católica de Chile y fue profesor de los ramos de derecho político, constitucional y liderazgo y comunicación.
Entre octubre de 2022 y julio de 2024, fue el director del Centro de Innovación y Desafíos del Futuro de la Universidad Gabriela Mistral.

### Carrera política

#### Inicios
En su época de dirigente estudiantil, compitió junto a Jaime Bassa, en una misma lista compuesta por el centro político, Renovación Nacional (RN) y sectores centroizquierdistas para las elecciones del centro de alumnos de su escuela universitaria, perdiendo finalmente contra la lista de Ernesto Silva (UDI). Postuló en 2000 a la presidencia de la Federación de Estudiantes de la Universidad Católica (FEUC) por la «lista K3» de centroizquierda, obteniendo cerca del 40% de los votos, elección que ganó Alejandro Arrau del Movimiento Gremial con el 54 % de los sufragios totales.
Cercano a Mariana Aylwin, ingresó a militar en el Partido Demócrata Cristiano (PDC) en 2000. Apoyó en elecciones presidenciales a Michelle Bachelet de la Nueva Mayoría en 2005 y 2013, así como a Eduardo Frei Ruiz-Tagle de la Concertación en 2009. Entre marzo de 2006 y marzo de 2008 —en el marco del primer gobierno de Michelle Bachelet—, fungió como subdirector del Servicio Nacional del Turismo (Sernatur), entonces dirigido por Óscar Santelices Altamirano. Luego, fue llamado a desempeñarse como jefe de gabinete de los ministros de Economía Alejandro Ferreiro y Hugo Lavados del mismo gobierno, ejerciendo hasta el fin de éste, en marzo de 2010. Paralelamente, en diciembre de 2008 fue el fundador de una filial de la «Corporación Educacional Bernardo Leighton», la «Comunidad Bernardo Leighton», un grupo socialcristiano dedicado a la formación política y al trabajo social con universitarios. En 2009 el PDC lo nominó como candidato a diputado por el distrito n.º 24, de La Reina y Peñalolén, siendo apoyado por su compañero de partido, Claudio Orrego. En esa época aún usaba su apellido Iglesias. No logró ser electo.
En 2014 tuvo una polémica renuncia al partido, distanciándose de figuras emblemáticas como Orrego, en cuya precandidatura presidencial trabajó en 2012.
En las elecciones parlamentarias de 2013 postuló al cargo de diputado por el distrito de Las Condes, Vitacura y Lo Barnechea apoyado por el movimiento Fuerza Pública, que luego se convertiría en el partido Ciudadanos, fundado por el exministro de  Hacienda en el primer gobierno de Bachelet, Andrés Velasco, perdiendo la elección. En 2014 estuvo a punto de ser candidato presidencial por ese bloque político. El 19 de noviembre de 2017 decidió apoyar públicamente a Sebastián Piñera, distanciándose de Velasco.

#### Presidencia de Plural Chile y Giro País
Entre 2013 y 2018 fue presidente ejecutivo del Centro de Estudios Plural Chile representándola en audiencias reguladas por la Ley del Lobby, director ejecutivo de la red de empresarios en temas públicos Giro País y socio de Paréntesis Comunicaciones. Durante la presidencia de Sichel en Plural Chile, la fundación recibió $225.000 dólares en 2017 de Open Society Foundations, fundada por el inversionista húngaro-estadounidense George Soros por un término de dos años.
En 2016 Plural propuso eliminar ley que prohíbe superar 15 % de extranjeros contratados, Sichel argumentó: que en el debate respecto a la inmigración habría habido una "irresponsabilidad" de Chile Vamos que habría generado "un clima de antimigración, que es exactamente lo contrario a lo que necesita el país hoy. (...) El estudio muestra que muchos están haciendo chapucerías para captar votos y no abordar el tema de manera seria, (...) es inviable el crecimiento económico sin tener la inmigración como uno de los vectores que provoquen ese crecimiento".

#### Sector público
Asumió como vicepresidente ejecutivo de Corfo durante el segundo gobierno de Sebastián Piñera, a partir del 2 de mayo de 2018, convirtiéndose en el primer miembro del partido Ciudadanos en ocupar un cargo público, tomando el mando de los contratos de explotación de litio firmados por su antecesor Eduardo Bitrán, con la empresa SQM.
Tras la crisis vivida en Ciudadanos durante la elección de su directiva, renunció al partido y fue uno de los fundadores del movimiento «Libres» en marzo de 2019, encabezado por exmilitantes del partido liderado por Andrés Velasco.
El 13 de junio de 2019 asumió como ministro de Desarrollo Social y Familia, tras el cambio de gabinete anunciado por el presidente Sebastián Piñera. Se mantuvo a cargo del ministerio hasta el 4 de junio de 2020, cuando fue reasignado por Piñera como presidente del Banco del Estado. En diciembre de 2020 dejó su cargo en el banco para iniciar una candidatura presidencial.

#### Candidatura presidencial

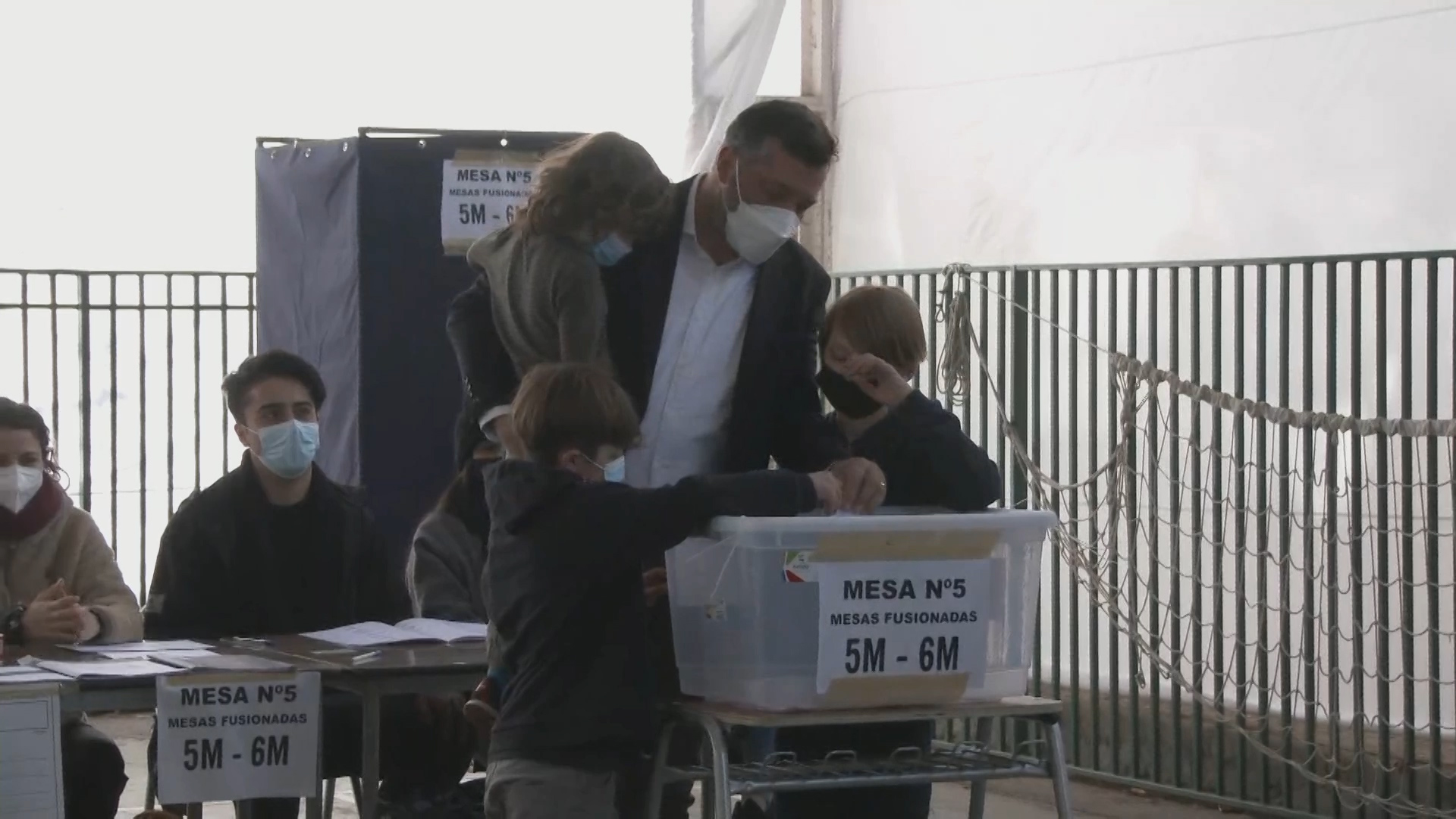
Sichel votando en las primarias de Chile Vamos en el Colegio Compañía de María Apoquindo.

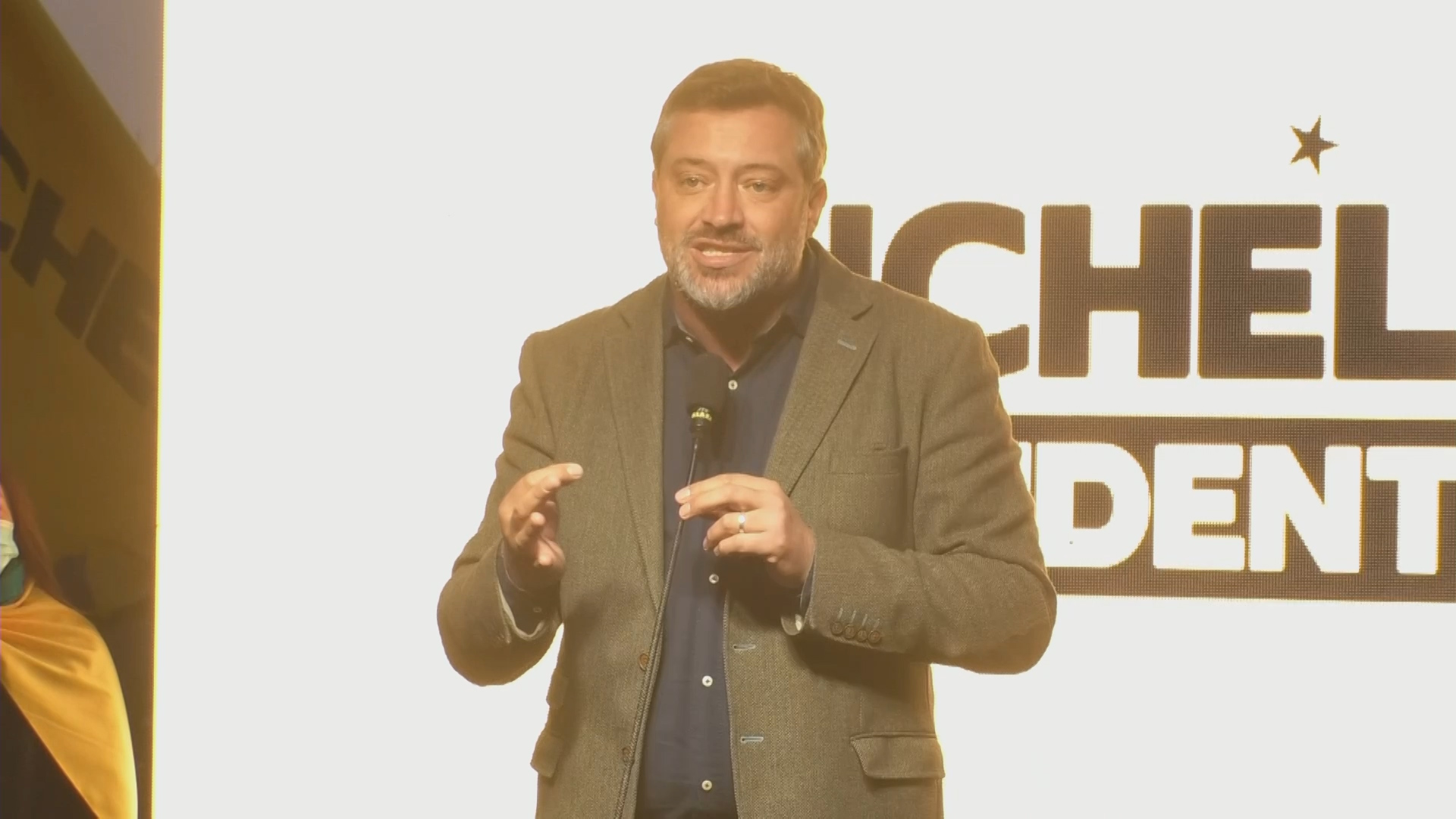
Sichel en 2021 durante el cierre de su campaña para las primarias presidenciales de Chile Vamos.

En julio de 2021, participó como candidato independiente en las primarias presidenciales de Chile Vamos, donde resultó elegido candidato presidencial de la coalición tras superar a Joaquín Lavín (UDI), Mario Desbordes (RN) e Ignacio Briones (Evópoli). Considerado el favorito del sector privado, cuenta con el apoyo de destacadas figuras empresariales en su campaña presidencial. Designó como voceros de su comando a Katherine Martorell, Isabel Plá y Francisco Undurraga. Luego de la salida a la luz de la financiación a la campaña de Sichel como diputado en 2009, Plá renunció al cargo como vocera, el 15 de octubre de 2021; días antes el coordinador general de campaña Cristóbal Alvarado renunció al cargo debido a su implicancia en los hechos, siendo reemplazado por el empresario Juan José Santa Cruz.
El 21 de noviembre de 2021 se realizó la primera vuelta de las elección presidencial de Chile, en donde Sebastián Sichel quedó en cuarto lugar con 898 331 votos, con solo 899 votos de diferencia con el tercer lugar logrado por Franco Parisi del Partido de la Gente. El mismo día, Sichel, luego de asumir su derrota anunció su retiro de la vida pública. Poco más de una semana luego de las elecciones, Sichel y su equipo enviaron al candidato del Partido Republicano José Antonio Kast una lista con nueve compromisos para "reforzar la democracia" que el candidato debe aceptar para que Sichel manifieste públicamente su apoyo a su candidatura en la segunda vuelta presidencial, compromisos entre los cuales se destacan el respeto irrestricto de los derechos humanos, respeto total a las minorías y diversidades sexuales, y el aborto en tres causales. Previamente a la petición de estos compromisos, todos los partidos de Chile Vamos y algunos militantes del Partido Demócrata Cristiano ya habían mostrado su apoyo a Kast para la segunda vuelta. Días después, José Antonio Kast aceptó las condiciones y Sichel manifestó su compromiso con la candidatura para "derrotar la amenaza del populismo de izquierda".

#### Alcalde de Ñuñoa
En el año 2024, Sebastián Sichel se presentó como candidato independiente apoyado por Chile Vamos en las elecciones municipales en la comuna de Ñuñoa, resultando electo con el 46,69 % de los votos, derrotando por un estrecho margen a la alcaldesa frenteamplista Emilia Ríos.

## Pensamiento político
Se autodefine como una persona de centro, apartidista, liberal demócrata y reformista. Su referente es el democratacristiano Bernardo Leighton, quien fuera parlamentario y ministro de Estado durante tres gobiernos. En su momento, se mostró a favor del aborto en 3 causales vigente en Chile, mas no con respecto al aborto libre. Apoyó la aprobación del matrimonio homosexual, además de promover en 2016 una política inmigratoria de fronteras abiertas, buscando que aumentase la inmigración en el país. Es crítico del pinochetismo, diciendo en 2021 que "Pinochet es el hombre más malo del mundo".
Durante su campaña presidencial, hizo hincapié en el apoyo a la iniciativa empresarial, el fortalecimiento del emprendimiento y la libre competencia, y la racionalización del Estado. Según los analistas, es popular en los mercados financieros. Se le considera el favorito del sector privado y cuenta con el apoyo de destacados empresarios.
En el plebiscito constitucional de Chile de 2023 Sichel apoyó la opción "A favor" diciendo que: "Voy a votar A favor a pesar de José Antonio Kast porque sé que el texto final no es el que quería ni el que le gustaría".

## Controversias

### Instituto Nacional de la Juventud
En 2014, se acusó de "malas prácticas" al director nacional del Instituto Nacional de la Juventud (Injuv) de ese entonces, Nicolás Preuss, por adjudicar una suma de 95 millones de pesos para la realización de una asesoría comunicacional a la empresa «Paréntesis Comunicaciones», de propiedad de Sichel, acusando un evidente conflicto de interés, toda vez que Preuss trabajó como asesor en la fallida candidatura a diputado de Sichel en 2013, además de ambos pertenecer al movimiento Fuerza Pública, del exministro de Hacienda Andrés Velasco.
Luego, en 2019 mientras de desempeñaba como ministro de Desarrollo Social y Familia en el segundo gobierno de Sebastián Piñera, fue acusado de intentar cerrar el Injuv, redirigiendo los recursos a otras demandas sociales, indicando que a través de un análisis interno, que el Injuv es "mediocre, intrascendente y cuyos funcionarios son altamente politizados". La estrategia constaría en despedir funcionarios y anular el Programa de las Naciones Unidas para el Desarrollo (PNUD).

### Crisis por la pandemia de COVID-19
En medio de la pandemia por coronavirus y el alto nivel de cesantía en el país, el 18 de mayo de 2020, el presidente Sebastián Piñera informó en un punto de prensa desde el interior de La Moneda, la entrega de una canasta familiar en ayuda para toda la clase media. Sichel, en su cargo de titular del Ministerio de Desarrollo Social y Familia, debió corregir públicamente el anuncio del mandatario, sostuvo que el «porcentaje de población beneficiada» sólo tendrá un alcance para el «70 % del 40 % más vulnerable».

### BancoEstado
Durante su estadía como presidente del Banco del Estado de Chile, fue acusado por el sindicato de trabajadores de dicho banco como "la peor administración que hayan tenido", la cual se trató de rimbombantes anuncios en la televisión, los cuales nunca se realizaron. Además, fue acusado de utilizar su cargo para promover su futura candidatura presidencial. Uno de los momentos que marcó su estadía en la gestión fue el pago del segundo retiro de 10 % de las AFP (con motivo de la pandemia de COVID-19), donde el sitio web de la institución colapsó, sin dar ninguna solución al particular. El sindicato de trabajadores "se consideró aliviado" una vez que Sichel dejó la presidencia del banco.

### Denuncia de financiamiento irregular
El 12 de octubre de 2021, los canales de televisión CNN Chile y Chilevisión emitieron un reportaje realizado por el periodista Daniel Matamala, en el que se le denunciaba y señalaba de "haber caído en actitudes relacionadas a financiamiento irregular de la política" debido a dineros recibidos por grandes empresas pesqueras cuando este era candidato a diputado en 2009 por un cupo del PDC en las comunas de La Reina y Peñalolén.
A través de informes internos de su campaña diputacional, se llegó a la información que recibió 12 aportes de pesqueras por cerca de 30 millones de pesos, siete de los aportes habrían sido por $19 millones mediante boleta a honorarios. Además, se identificó un pago de 3 millones de pesos de Cristóbal Acevedo, coordinador general de su campaña presidencial, y miembro del comando de campaña del candidato el 2009, a una pesquera.
Ante el reportaje, acusó persecución política, responsabilizando al PDC sobre los hechos; ante dicha acusación, el expresidente del partido (2008-2010), Juan Carlos Latorre, declaró que "las platas provenientes de pesqueras y que financiaron su campaña a diputado fueron gestionadas en su integridad por el propio candidato y miembros de su comando de aquella época. La prueba de ello son las boletas de honorarios ideológicamente falsas emitidas por miembros de su comando de campaña o amigos del candidato". Al día siguiente, Cristóbal Acevedo renunció a su cargo como coordinador general de la campaña presidencial, dejando el puesto al empresario Juan José Santa Cruz.

### Donaciones de empresas de gas ylobby
El 14 de octubre de 2021, se reveló a través de documentos del Servicio Electoral de Chile (Servel) que ejecutivos de empresas de gas habrían donado a su campaña presidencial; entre los montos se encontraba $5 millones de Jaime García Riesco (vicepresidente de Lipigas), $10 millones de José Miguel Barros van Hovell Tot Westerflier (Lipigas), medio millón de José Ignacio Laso Bambach, de Gasco, y por último $1 millón de Abastible. Este suceso se conoció días después de un debate presidencial, donde la candidata de Nuevo Pacto Social, Yasna Provoste, le preguntó e increpó si él había sido lobbista de empresas de gas, debido a su rol en una empresa dedicada al lobby.
Estos pagos se dieron en el contexto de una investigación por parte de la Fiscalía Nacional Económica (FNE) sobre eventual colusión en el rubro del gas, donde estarían involucradas las empresas anteriormente mencionadas.

## Historial electoral
| Año  | Tipo                                    | Territorio              | Pacto                                             | Partido | Votos   | %     | Resultado |
| ---- | --------------------------------------- | ----------------------- | ------------------------------------------------- | ------- | ------- | ----- | --------- |
| 2009 | Parlamentarias a diputado               | 24.º distrito electoral | Concertación y Juntos Podemos, por más democracia | PDC     | 28 741  | 21.24 | No electo |
| 2013 | Parlamentarias a diputado               | 23.º distrito electoral | Nueva Mayoría                                     | PDC     | 30 668  | 13.69 | No electo |
| 2021 | Primarias presidenciales de Chile Vamos | Chile                   | Chile Vamos                                       | Ind.    | 659 833 | 49.24 | Nominado  |
| 2021 | Presidenciales                          | Chile                   | Chile Vamos                                       | Ind.    | 898 510 | 12.79 | No electo |
| 2024 | Municipales a alcalde                   | Ñuñoa                   | Chile Vamos                                       | Ind.    | 74 472  | 46.69 | Alcalde   |